# Incrustação (arte)

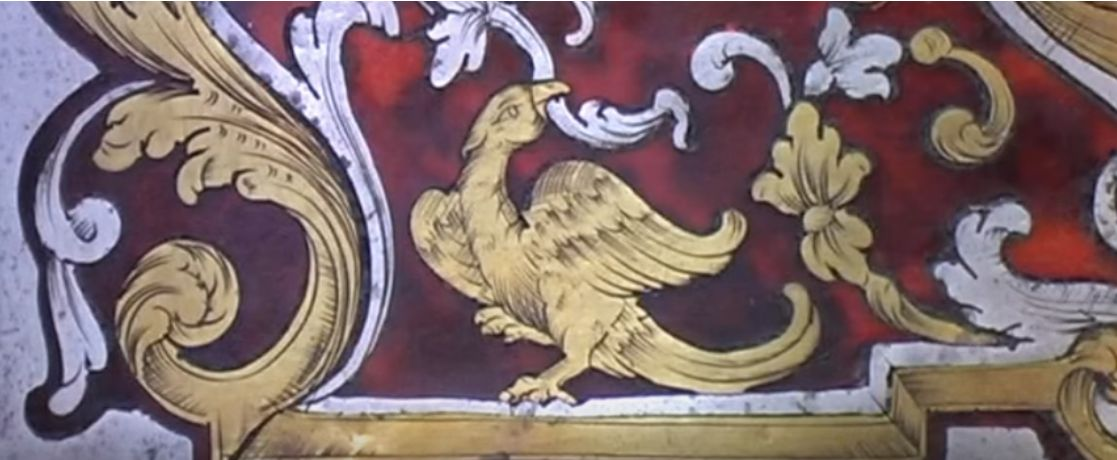
Exemplo de incrustação de marchetaria Boulle usando casco de tartaruga em vermelho mosqueado, latão e estanho.

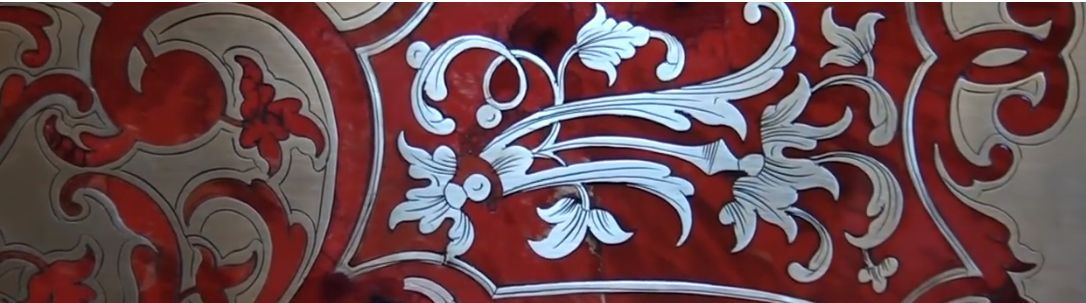
Marchetaria de Boulle mostrando o uso de estanho (centro) e a "profundidade" dada pela carapaça de tartaruga no fundo. O embutido de latão fica à direita e à esquerda.

A incrustação (do latim incrustatio, "revestimento (de mármore)", de crusta, "crosta", "casca") é uma técnica usada na escultura e nas artes decorativas para inserir peças de materiais diferentes em cavidades de um objeto base, criando ornamentos ou imagens que ficam niveladas com a superfície. O contraste pode ser feito por cor, textura ou outro tipo de material.
Uma grande variedade de materiais são utilizados tanto para a base quanto para as incrustações. A incrustação é comum na produção de móveis decorativos, onde peças de madeira colorida, metais preciosos ou até diamantes são inseridos na superfície da estrutura, usando verniz ou laca. Também é comum em instrumentos musicais, onde são usadas para decoração e marcação, especialmente em instrumentos de cordas menores.
Talvez o exemplo mais famoso de incrustação em móveis seja o de André-Charles Boulle (1642–1732), conhecido como marchetaria Boulle e que evoluiu em parte a partir da incrustação produzida na Itália no final do século XV no studiolo de Federico da Montefeltro, no seu Palácio Ducal em Urbino, onde prateleiras trompe-l'œil parecem conter livros, papéis, curiosidades e instrumentos matemáticos, numa perspectiva enganadora. O studiolo privado semelhante que foi feito para ele em Gubbio está agora no Museu Metropolitano de Arte.